# Ginnerup
Ginnerup (pronuncia danese: [ˈɡenʁɐub]),  è un piccolo centro abitato della Danimarca, situato nella parte nordorientale dello Jutland. Da un punto di vista amministrativo fa parte del comune di Norddjurs nella regione dello Jutland Centrale.
È situato a circa 10 km a ovest di Grenaa. La chiesa di Ginnerup risale al XII secolo.
Ginnerup è il luogo di nascita di Anders Fogh Rasmussen, Primo Ministro danese dal 2001 al 2009 e Segretario generale della NATO dal 2009 al 2014.